# Bandungconferentie

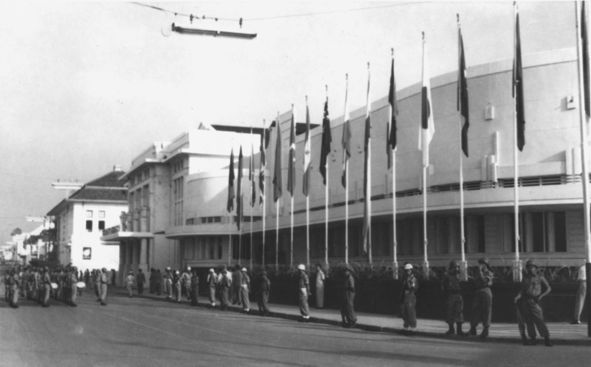
Het latere Gedung Merdeka tijdens de Bandungconferentie

De deelnemende landen van de Bandungconferentie

De Bandungconferentie of Aziatisch-Afrikaanse conferentie of Conferentie van Bandung was een conferentie die van 18 tot 24 april 1955 in Bandung plaatsvond, in Indonesië. Aziatische en Afrikaanse naties die kort ervoor onafhankelijk waren geworden namen aan deze conferentie deel, alsmede leiders van enkele nationalistische organisaties. Zij werd door Egypte, Indonesië, Birma, Sri Lanka, dat toen nog Ceylon heette, India en Pakistan georganiseerd. De eerste minister-president van onafhankelijk India, Jawaharlal Nehru, was een van de hoofdrolspelers. Doelen van de conferentie waren het stimuleren van economische en culturele samenwerking tussen Afrikaanse en Aziatische landen en weerstand bieden aan kolonialisme of neokolonialisme van de Verenigde Staten, de Sovjet-Unie en andere naties.
Negenentwintig landen, die gezamenlijk meer dan de helft van de wereldbevolking vertegenwoordigden, stuurden afgezanten. Vietnam was zowel door Noord als door Zuid-Vietnam vertegenwoordigd. Het Algerijnse Front de Libération Nationale nam aan de conferentie deel met het statuut van waarnemer.
Enkele redenen voor de conferentie zouden zijn geweest:
- Dat de westerse landen te weinig overleg voerden in zaken die Azië aangaan, wat betreft de Koude Oorlog;
- Bezorgdheid over spanningen tussen China en de Verenigde Staten;
- Verlangen om een betere basis te leggen voor vredige relaties tussen China en henzelf en het Westen;
- Weerstand tegen kolonialisme, vooral tegen de Franse invloed in Noord-Afrika en de Franse koloniale regering in Algerije;
- Het verlangen van Indonesië zijn zaak sterk te maken in het debat met Nederland over het toenmalige Nederlands-Nieuw-Guinea.
- Soekarno wilde een sterk blok van 'derdewereldlanden' maken.

Een belangrijk onderdeel van het debat ging over de vraag, of het beleid van de Sovjet-Unie in Oost-Europa en Centraal-Azië op dezelfde manier benaderd moest worden als het westerse kolonialisme. Men bereikte er consensus over, dat kolonialisme in al zijn verschijningsvormen werd veroordeeld, wat inhield dat zowel de Sovjet-Unie als het Westen dit zich konden aantrekken. China speelde een belangrijke rol bij de conferentie en versterkte zijn relaties met andere Aziatische landen. Deze conferentie kreeg in 1961 een vervolg in Belgrado, waar de Beweging van Niet-Gebonden Landen werd opgericht.
Het gebouw waar de conferentie werd gehouden, de voormalige sociëteit Concordia, is een aan deze gebeurtenis gewijd museum geworden en in Gedung Merdeka omgedoopt, dat Vrijheidsgebouw betekent. De straat daarvoor die Grote Postweg heette, heet sindsdien Jalan Asia-Afrika: in het Nederlands Azië-Afrikaweg.